# F. Luis Mora
Francis Luis Mora, también conocido como F. Luis Mora (Montevideo, 27 de julio de 1874 - Nueva York, 5 de junio de 1940), fue un pintor figurativo estadounidense nacido en Uruguay. Mora trabajó en acuarela, óleos y témpera. Produjo dibujos en pluma y tinta, y grafito; grabados y monotipos. Es conocido por sus pinturas y dibujos que representan la vida estadounidense a principios del siglo XX; vida y sociedad españolas; temas históricos y alegóricos; con murales, pintura de caballete e ilustraciones. También fue un instructor de arte popular. 

## Primeros años y educación
Francis Luis Mora nació en Montevideo, Uruguay, hijo de Domingo Mora, un destacado escultor de Cataluña, y Laura Gaillard, una culta mujer francesa originaria de la región de Burdeos, en Francia. Laura Gaillard Mora tuvo dos hermanas, Ernestina y Gabriella, que se casaron con la familia Bacardi, famosa por su ron. Mora estuvo cerca de la familia Bacardi toda su vida. Tenía un hermano menor, Joseph Jacinto "Jo" Mora (1876–1947), que se convertiría en un destacado escultor, fotógrafo y escritor en California. 
La familia abandonó Uruguay durante una insurgencia en 1877, trasladándose a Cataluña. En 1880, llegaron a la ciudad de Nueva York y se mudaron rápidamente a Perth Amboy, Nueva Jersey, donde Domingo Mora aceptó un puesto en AH White Terra Cotta Company, que pasó a llamarse The Perth Amboy Terra Cotta Company. La familia luego se mudaría a Allston, Massachusetts (cerca de Boston), donde Domingo Mora tenía encargos de escultura. Mora se graduó de Allston High School y declaró en una entrevista posterior que recordaba la escuela con cariño. Durante la crisis económica de 1893, todos regresaron a Perth Amboy, Nueva Jersey, que fue la base de Mora durante toda su vida. 
Mientras era niño, el padre de Mora supervisó su educación temprana en las artes y el joven Luis produjo cientos de dibujos y acuarelas. Era un joven artista precoz, que dibujaba escenas históricas y escenas de su entorno contemporáneo. A la edad de quince años, Mora se inscribió en la Escuela del Museo de Bellas Artes de Boston, donde estudió con los impresionistas estadounidenses Edmund Charles Tarbell y Frank Weston Benson. En 1892, Mora continuó su educación en la Liga de estudiantes de arte de Nueva York, estudiando con Henry Siddons Mowbray. En 1892, también recibía encargos para ilustraciones en revistas populares de la época. Su educación artística formal se completó en 1893, cuando tenía solo 19 años. 
En 1896, cuando tenía 22 años, Mora viajó a Europa con su madre, su tercer viaje a Europa. Los dos visitaron a la familia en Barcelona y luego se dirigieron a Madrid, donde Mora vio por casualidad a William Merritt Chase en el Museo del Prado. Fue allí, junto con Chase, donde Mora se inspiró en el arte de Diego Velázquez y otros antiguos maestros españoles. A lo largo de muchas visitas al Prado, Mora practicó y refinó su técnica pintando copias de las obras de Velázquez.
En 1900, Mora se casó con la hija del alcalde de Perth Amboy, Nueva Jersey, Sophia ("Sonia") Brown Compton, quien había sido su novia de la infancia. Ella le alentó para que pintara en caballete, y así comenzó una exitosa carrera.

## Carrera profesional

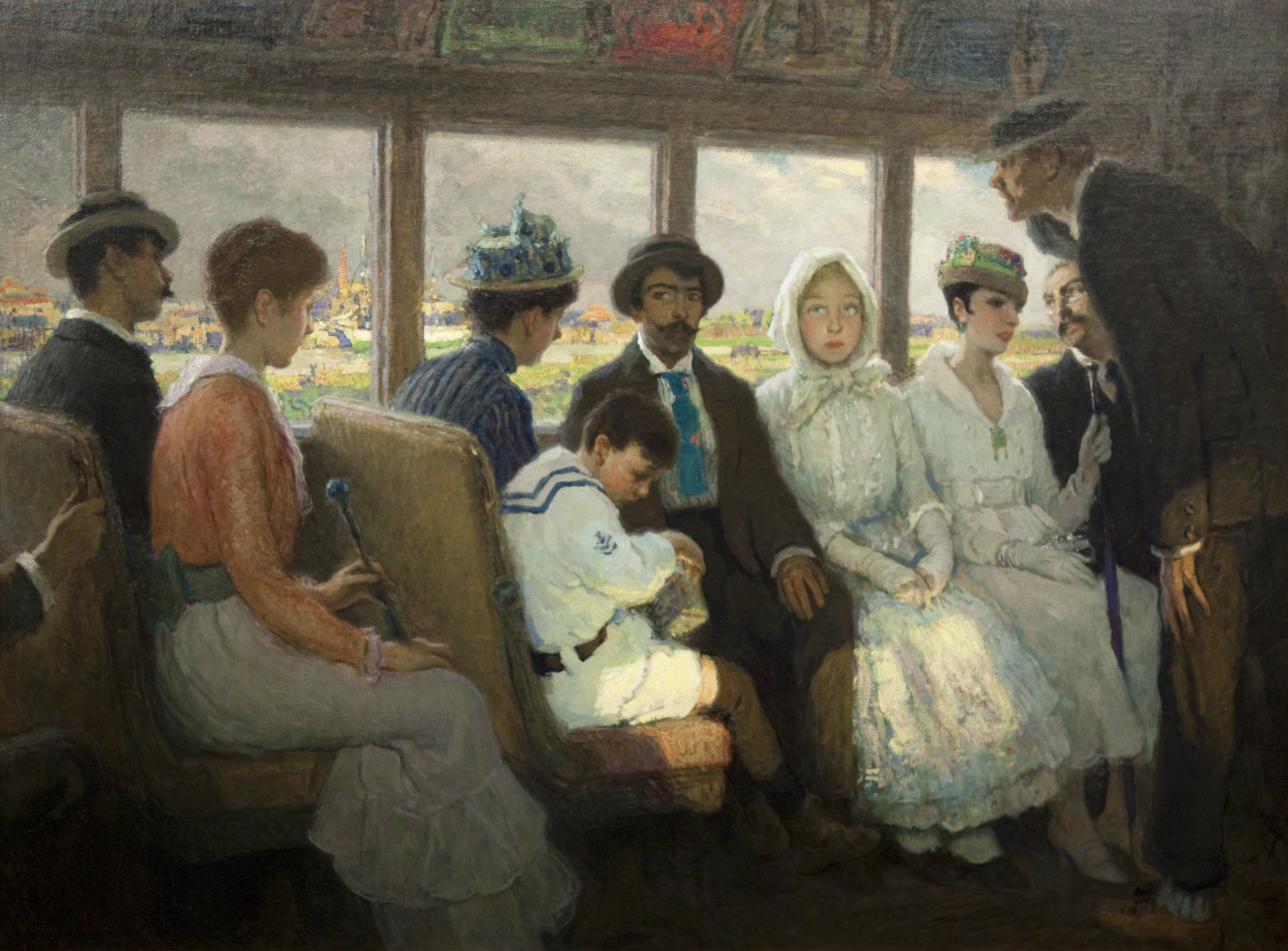
Afueras de la ciudad desde el tranvía (1916)

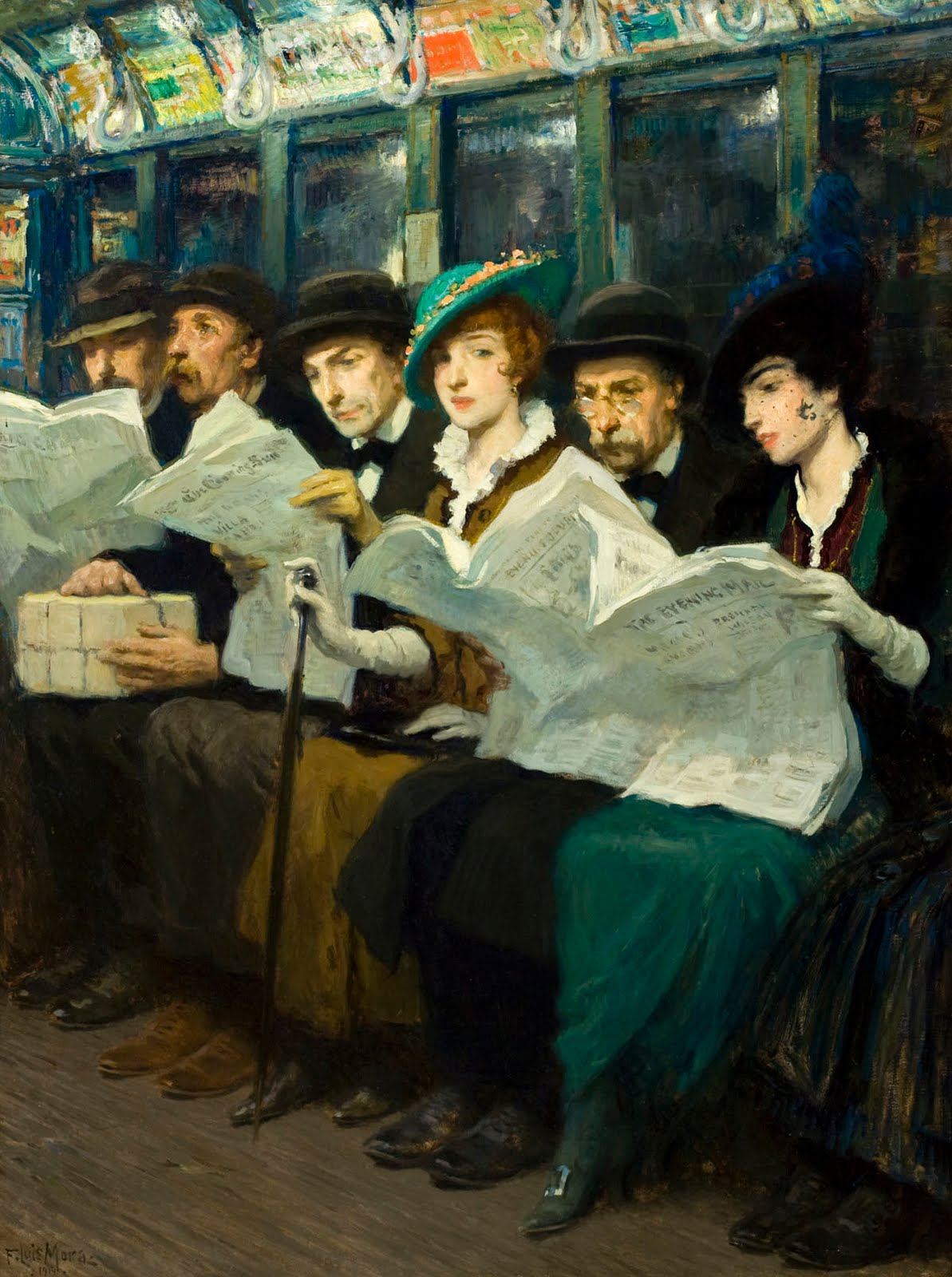
Los viajeros del metro en Nueva York (1914)

En 1904, Mora fue elegido miembro asociado de la Academia Nacional de Diseño, y miembro de pleno derecho en 1906, probablemente su primer miembro hispano. También fue elegido miembro de otras 15 sociedades de arte. Mora ganó numerosas medallas y premios dentro de la comunidad artística de Nueva York, incluido el Premio Rothschild, el Premio Carnegie, el Premio Shaw Purchase en el Club Salmagundi; y en 1915 ganó la medalla de oro en la Exposición Internacional Panamá Pacífico en San Francisco.. 
Mora impartió clases de ilustración tanto en la Escuela de Arte Chase de William Merritt Chase (que pasó a llamarse Escuela de Arte de Nueva York en 1898, que luego se convertiría en Parsons) y en la Liga de Estudiantes de Arte. Entre sus alumnos se encontraba Georgia O'Keeffe, que estudió con él entre 1907 y 1908; otra fue la miniaturista Helen Winslow Durkee, y una tercera fue la pintora Molly Luce. Durante este tiempo, también se embarcó en una exitosa y prolífica carrera como ilustrador, produciendo trabajos para varios libros y publicaciones, incluyendo Harper's Weekly, Scribner's, The Century, Collier's, Sunday Magazine y Ladies 'Home Journal. Además, durante la Primera Guerra Mundial, Mora fue uno de los muchos ilustradores que se ofrecieron como voluntarios para crear carteles motivantes de la Primera Guerra Mundial para las Juntas de Préstamos de la Tercera y Cuarta Libertad, Comité de Información Pública de EE.UU.
Además de su éxito como pintor e ilustrador de caballete, Mora se convirtió en un conocido muralista. Su primer mural, en 1900, fue un encargo para la Biblioteca Pública de Lynn en Lynn, Massachusetts. Después recibió un encargo para el Edificio del Estado de Misuri en la Exposición Universal de San Luis (1904)(también conocida como la Feria Mundial de St. Louis) en 1904. Continuó recibiendo encargos, incluidos murales para el Columbia College, la Mansión del Gobernador de Nueva Jersey, la Cruz Roja, el Town Club y el Bar en Manhattan, la Feria Mundial de Nueva York de 1939 y la casa de campo de la familia Sears (Sears y Roebuck). en Brookline, Massachusetts. 
Mora también fue un exitoso retratista que contó a Andrew Carnegie entre sus retratados. Fue seleccionado por la Comisión de Bellas Artes para pintar un retrato póstumo del presidente Warren G. Harding. Ese retrato permanece en exhibición permanente en la Casa Blanca. Pintó retratos de matronas de la Sociedad y sus hijos, destacados médicos y abogados; y alrededor de 1915 pintó una serie de retratos de actrices y bailarinas, entre ellas Isadora Duncan y Jeanne Cartier. 
Mora regresaría a España con frecuencia a lo largo de su carrera, y tuvo al menos dos estancias prolongadas mientras pintaba. Durante 1905, alquiló un estudio en Madrid para trabajar, y en 1909, Sonia y él pasaron un año entero en el extranjero cuando tomó un estudio en Sevilla. 
El matrimonio compró tierras en Gaylordsville, Connecticut, en 1913, donde pintaron una serie de pinturas de caballete de la vida cotidiana en el campo. El 22 de julio de 1918, nació la hija de Mora, Rosemary. Esta se convirtió en su tema constante, y en 1921 tuvo una exposición individual en la venerable Galería William Macbeth, titulada "Un verano estadounidense", con muchas acuarelas que representan a la pequeña Rosemary. En 1923, completó su casa de verano y estudio; y en 1924, fue cofundador de la Kent Art Association en Connecticut. En 1927, organizó una exposición individual en el Museo de Bellas Artes de Buenos Aires (Argentina), que recibió críticas entusiastas en The New York Times. 
En enero de 1928, Luis visitó a su hermano menor, Jo Mora, en Carmel-by-the-Sea-California, y fue premiado por la Asociación de Arte Carmel, que inauguró una "exposición especial" de sus pinturas el 1 de mayo. Desafortunadamente, se lanzó de lleno a una controversia sobre exhibiciones con jurado en la Asociación; Luis se opuso a la elección por jurados. En 1931 murió su esposa Sonia repentinamente de una intoxicación alimentaria. Unos meses más tarde, sacó a Rosemary de la escuela y se fue a vivir con Jo, que se había mudado recientemente de Carmel a la cercana playa de Pebble Beach. Pronto regresó a Nueva York en 1932 para casarse con una ex retratista y viuda adinerada, May Safford. Mora tenía 58 años, y May tenía 53 años y tenía una hija mayor que ya estaba casada. A pesar de que continuó exhibiendo, no ganó más medallas y vendió pocas pinturas. Debido a la Gran Depresión, también tuvo pocos encargos de retratos, y sus ilustraciones menguaron. Lamentablemente, May no se llevaba bien con Rosemary; y Mora envió a Rosemary a internados caros, comprometiendo aún más su situación financiera. Mora se fue quedando sin dinero gradualmente y, en 1939, alquiló su propiedad de Gaylordsville a extraños. 
Mora murió el 5 de junio de 1940 en Nueva York. Tenía 64 años, seis semanas antes de cumplir 65 años.

## Significado artístico
Mora es conocido por sus intentos de traducir las técnicas de los antiguos maestros españoles a un lenguaje estadounidense moderno. Desde que los viajes iniciales de Mora en España coincidieron con el surgimiento de la Generación del 98, una parte de su obra se ha interpretado como un intento de entender las relaciones entre la España moderna y Estados Unidos después de la guerra hispanoamericana. También produjo una serie de desnudos, muchos con chales españoles como telón de fondo. Pintó un retrato de su única hija, Rosemary, "In Costume" en 1925, mostrándola como una pequeña señorita empujando un carrito de muñecas. 
También produjo una gran serie de pinturas impresionistas con temas americanos. Muchos fotografiando la vida en el campo de Connecticut y Nueva Jersey, y escenas de pícnic. Amaba a los niños, y algunas de sus escenas más notables mostraban a jóvenes felices jugando. También se interesó por la música y el teatro, y pintó escenas con actrices y bailarines estadounidenses. Fue elegido para quince sociedades de arte donde ganó muchas medallas y premios. 
Expuso de forma individual en museos y galerías. En los Estados Unidos, en la ciudad y el estado de Nueva York, en Indiana, en California, en Georgia, y en otros. Sus mecenas galeristas fueron William Macbeth, Alfred Stieglitz y Edward Milch, todos conocidos por mostrar a los mejores artistas estadounidenses de la época. Mora participó en exposiciones colectivas en docenas de sociedades de arte, museos y galerías. Fue famoso en su vida, pero fue olvidado rápidamente porque sus obras fueron mal manejadas después de su muerte. 
Sólo recientemente, con la publicación de su biografía completa por Lynne Pauls Baron, editada por Peter Hastings Falk, tiene la memoria y la experiencia de Mora los elogios que merece. El 20 de septiembre de 2008, Bacardi USA, Inc. patrocinó una celebración de gala y conferencias en honor a Mora en el National Art Club de Nueva York en Gramercy Park.

## Legado
Las obras de Mora se encuentran actualmente guardadas o en exhibición en 34 museos, como el Metropolitan Museum of Art en Nueva York (ocho obras) y el Smithsonian American Art Museum. También hay obras de Mora en el Museo de Arte de Butler en Ohio, el Museo de Newark, el Museo Telfair de Savannah, la Sociedad Histórica de Nueva York, el Museo de la Ciudad de Nueva York, el Museo de Arte de Toledo, la Galería de Arte de la Universidad de Yale, La Galería Nacional de Canadá en Ottawa, National Arts Club en Nueva York. Phoenix Art Museum, La Academia Nacional de Diseño de Nueva York, Museo de Arte de San Diego y muchos otros. 

## Relaciones familiares

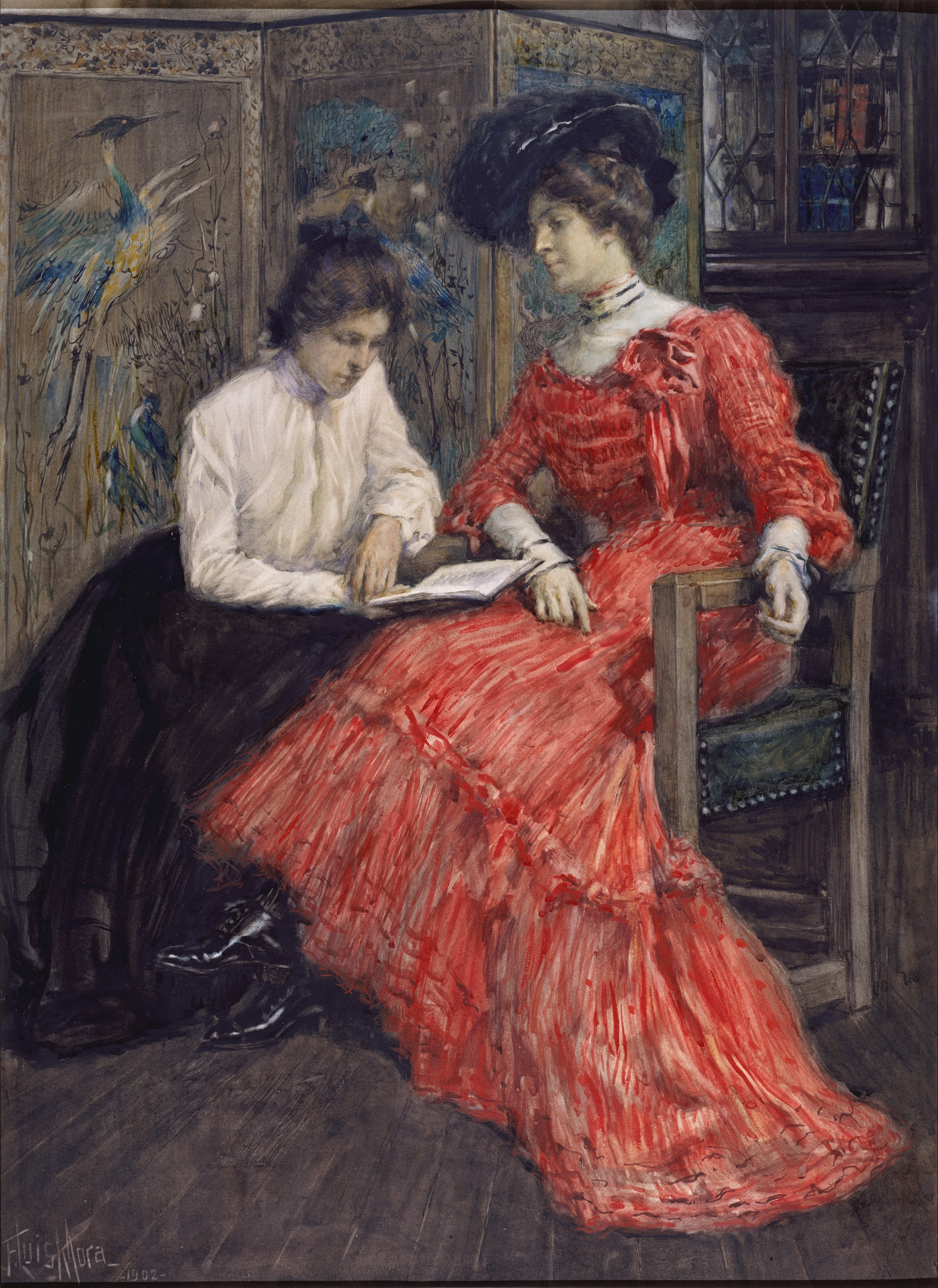
Mrs. F. Luis Mora and Her Sister (1902) por F. Luis Mora en el Museo Metropolitano de Arte

F. Luis Mora estuvo casado durante 31 años con Sophia ("Sonia") Brown Compton Mora. Tuvieron una hija, Rosemary, que nunca se casó ni tuvo hijos; y por lo tanto el linaje directo de Mora terminó con ella. 
Después de la muerte de Sofía, en 1932 Mora se casó con May Safford. May tenía 53 años en ese momento, y no hubo hijos del matrimonio. Mora no tiene nietos ni bisnietos. 
Estaba estrechamente relacionado con la familia Bacardi, famosa por su ron. Su madre era una Gaillard con dos hermanas que se casaron con la familia Bacardi que tuvo muchos hijos. El tío de Mora, Facundo Bacardi (casado con Ernestina Gaillard) fue el "maestro de la licuadora" de la compañía que hizo del ron una bebida agradable. 
El padre de Luis Mora, Domingo Mora, era catalán con una familia numerosa en España. No se sabe si algún miembro de la familia Mora vive todavía en España. 
Los únicos descendientes vivos conocidos de Mora son una sobrina en California, un sobrino en California, una sobrina en Nueva Jersey que tiene vívidos recuerdos de él; y muchos primos en la familia Bacardi-Gaillard que están directamente relacionados. 
Las relaciones familiares de Mora se señalan en su biografía completa, F. Luis Mora: El primer maestro hispano de América por Lynne Pauls Baron, páginas 315 a 317.